# Crotalaria retusa
Espèce
Crotalaria retusa, la crotalaire rétuse, est une espèce de plantes à fleurs dicotylédones de la famille des Fabaceae, originaire des régions tropicales de l'Ancien Monde.

## Étymologie
Le nom générique « Crotalaria » dérive d'un terme grec, κρόταλον (krótalon), latin crotalum, signifiant « castagnette, crotale », en référence au son qu'émettent les graines lorsque les gousses mûres sont agitées.
L'épithète spécifique « retusa » est un adjectif latin signifiant « obtus, émoussé » en référence à la forme de l'extrémité du limbe foliaire.  

## Noms vernaculaires (Antilles, La Réunion)
Pistache, pistache marron, pois franc marron, cascavelle jaune, pistache bâtard, pois rond marron, pois-zombi, sonnette, tcha-tcha, graine chacha,,.

## Description
Crotalaria retusa est une plante herbacée sub-ligneuse annuelle, aux tiges dressées, pouvant atteindre de 40 à 130 cm de long, couvertes de poils très courts.
Les feuilles simples, au limbe oblancéolé à spatulé, de 3 à 10 cm de long sur 1 à 3,8 cm de large, présentent une face supérieure glabre et ponctuée,et une face inférieure densément pubescente. Le pétiole, long de  2 à 3 mm, est doté de stipules étroites de 0,5 mm de long,. 

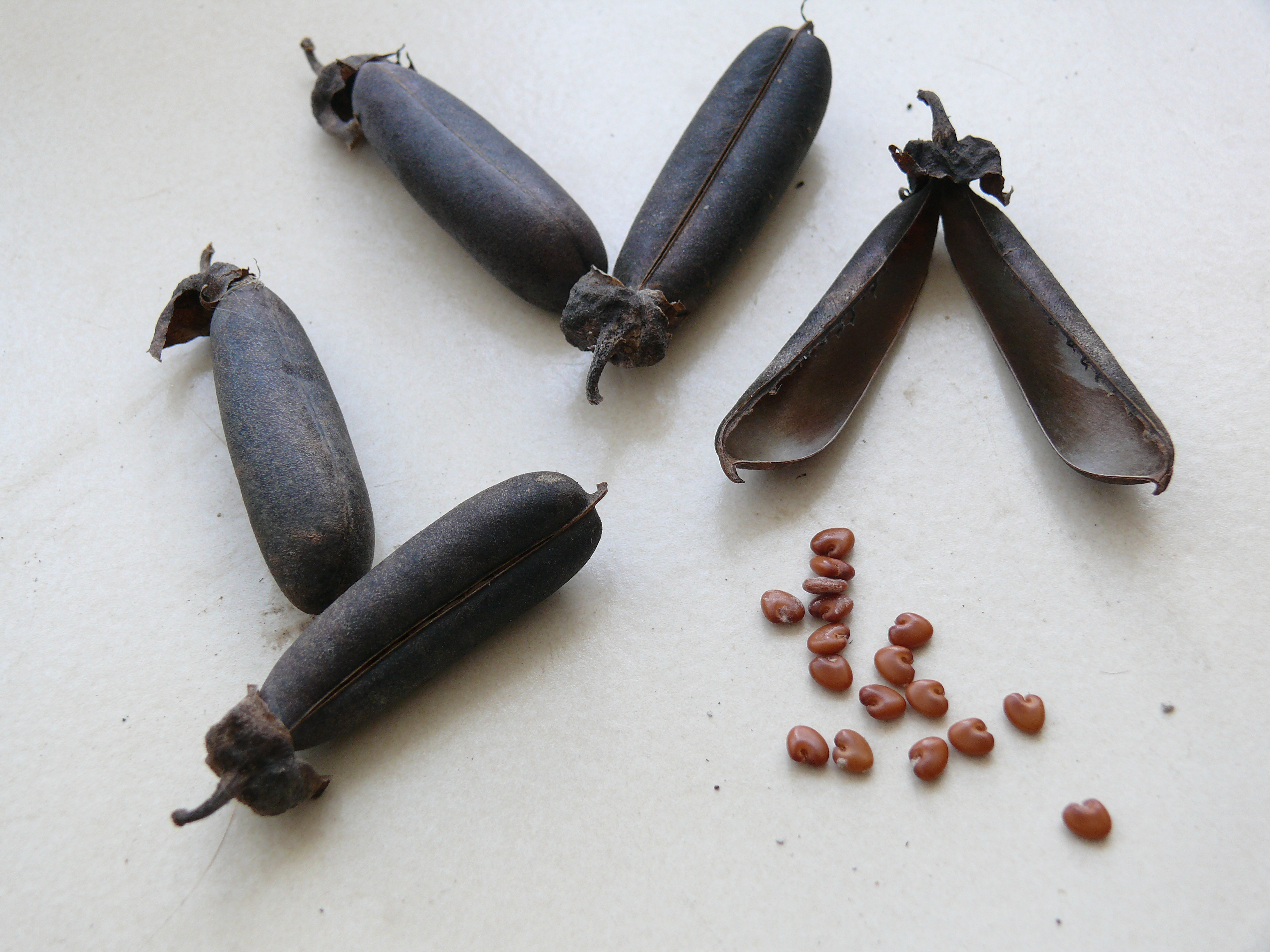
Gousses et graines.

Les fleurs sont groupées en racèmes pauciflores pouvant atteindre 27 cm de long.
Elles présentent des bractées étroites, minuscules, précocement caduques, un calice en forme de cloche, à poils courts, de 12 à 14 mm de long, des pétales jaune vif. L'étendard ovale, de 18 mm de long, présente des nervures rougeâtres. Les autres pétales, ailes et carène, sont aussi longs que l'étendard. 
Les fruits sont des gousses  oblongues, presque cylindriques, glabres, de couleur brun foncé à noir à maturité, mesurant de 2,5 à 4,5 de long sur 1,1 à 1,3 cm de large.
Chaque gousse contient 23 graines. Celles-ci, lisses et brillantes, de couleur brun-doré,  mesurent 4,5 mm de long environ,.
Comme la majorité des espèces du genre Crotalaria, l'espèce est diploïde et compte seize chromosomes (2n = 2x = 16).

## Distribution et habitat
L'aire de répartition originelle de Crotalaria retusa s'étend dans les régions tropicales de l'Ancien Monde (Afrique, Asie, Australasie), cependant la zone d'origine de l'espèce n'est pas connue avec précision. Elle a été introduite dans le Nouveau Monde dès le début du XIXe siècle principalement par la culture ou par la contamination de semences et a été signalée dans les îles Vierges dès 1876. L'espèce se rencontre désormais dans toutes les régions tropicales du Monde (répartition pantropicale).
Crotalaria retusa est une plante rudérale qui se rencontre sur les bords de routes, sur les rives des cours d'eau, dans les prairies, dans les friches et les terrains vagues, en particulier dans les bas-fonds humides. C'est également une mauvaise herbe des cultures, notamment dans les plantations de canne à sucre.
L'espèce est classée comme « noxious weed » (mauvaise herbe nuisible) dans 10 États américains ainsi qu'à Porto Rico et aux îles Vierges. Elle est considérée comme une plante envahissante en Inde, à Cuba, aux îles Cocos et dans plusieurs îles du Pacifique. 

## Taxonomie

### Synonymes
Selon Catalogue of Life (1er février 2018) :
- Crotalaria cuneifolia (Forssk.)Schrank, p.p.A
- Crotalaria hostmannii Steud.
- Crotalaria retusa var. maritima Trimen
- Crotalaria retusifolia Stokes
- Dolichos cuneifolius Forssk.
- Lupinus cochinchinensis Lour.

### Liste des variétés
Selon Catalogue of Life (1er février 2018) :
- Crotalaria retusa var. retusa
- Crotalaria retusa var. tunguensis

## Utilisation
Crotalaria retusa, bien qu'elle contienne des alcaloïdes toxiques, est utilisée traditionnellement comme plante médicinale, notamment dans la médecine ayurvédique en Inde, pour diverses indications.
Les racines sont utilisées contre les crachements de sang.
Une infusion de la plante est utilisée pour baigner les enfants afin de prévenir les infections de la peau et aussi pour traiter le muguet. Les feuilles, mélangées à celles de Crotalaria quinquefolia, sont employées aussi bien en usage interne qu'externe contre la fièvre, la gale, les maladies pulmonaires et l'impétigo.
Une décoction de fleurs et de feuilles sert pour apaiser un rhume. Les graines consommées crues ont un effet analgésique pour amortir la douleur d'une piqûre de scorpion.
Les graines dénommées « graines chacha » aux Antilles sont utilisées dans des calebasses ou des boîtes de conserve pour faire des sortes de maracas.
La plante est parfois cultivée dans des systèmes d'agroforesterie comme engrais vert, comme plante fourragère ou, en Inde, au Myanmar et en Afrique orientale jusqu'au Soudan vers le Nord, pour la production de fibres employées pour fabriquer des cordages ou de la toile. Cette espèce est également utilisée comme couverture végétale et pour améliorer l'état du sol, notamment dans les plantations de caféiers et de palmiers à huile en Afrique et dans le Sud-Est asiatique,. 
Elle est parfois utilisée comme plante tinctoriale en Afrique orientale et comme plante ornementale en Amérique tropicale.

## Toxicité
Crotalaria retusa est une plante hautement toxique pour l'homme et les animaux du fait qu'elle contient des alcaloïdes pyrrolizidiniques, principalement la monocrotaline, mais également rétronécine N-oxyde, rétusine, rétusamine. La monocrotaline, présente surtout dans les graines, est réputée être hépatotoxique, neurotoxique et génotoxique. Cette molécule et ses métabolites ont la capacité de franchir la barrière hémato-encéphalique.
Cette plante est notamment responsable (avec Crotalaria crispata) de la maladie de Kimberley qui affecte les chevaux dans le nord de l'Australie (précisément dans la région du Kimberley) et qui a causé de grandes pertes dans le passé.
Cette plante est souvent présente comme mauvaise herbe dans les champs cultivés et ses graines peuvent contaminer les récoltes. Ainsi en Colombie, des pertes importantes ont été signalée en 2001 dans des élevages de porcs et de volailles nourris avec des grains de sorgho contaminés par des graines de crotalaire (le niveau de contamination se situait entre 2 et 5 %).